# 高岡奈央
高岡 奈央（たかおかなお、1977年9月26日 - ）は新潟県・五泉市出身のシンガーソングライターである。2003年徳間ジャパンコミュニケーションズよりメジャーデビュー。加茂市にある新潟経営大学でミニライブを行ったことがある。

## ディスコグラフィー

### シングル
- デメキンの唄/ラッセル車（2001年12月19日）
  1. デメキンの唄
  2. ラッセル車
- ちょちょら（2002年3月27日）
  1. ちょちょら
  2. ハチ
- コメノチカラ（2003年6月25日）
  1. コメノチカラ（アルビレックス新潟オフィシャルソング）
  2. 手紙(作詞/高岡奈央　作曲/高橋 ハカセ 和良、寺尾敬博)
  3. 独歩

### ミニアルバム
- まずはゴハンをたべなさい（2002年7月24日）
  1. 補助輪
  2. ラクチン
  3. 100円ショップ
  4. 鬼
  5. 米の力
- ウタノハコ（2010年4月25日）
  1. ないものねだり
  2. ホントノキモチ
  3. 月のひかり
  4. always
  5. 進め、進め
  6. 夕日のうた
  7. あんたがいい（Bonus Truck）

### アルバム
- しあわせのかけら（2011年3月2日）
  1. サヨナラ東京
  2. 補助輪
  3. yui 〜結〜
  4. Z28
  5. デメキンの唄
  6. コメノチカラ
  7. 白い街並
  8. 僕は眠らない
  9. 手紙
  10. ミルクティー
  11. いちぬけた
  12. 愛言葉

### その他
- EVER POP/NEXT BREAK～ALL SEASON LADY'S VOCAL COLLECTION～（2002年11月21日）